# Società Ginnastica di Torino 1897
Questa voce raccoglie le informazioni riguardanti la Società Ginnastica di Torino nel primo anno di attività.

## 1897
La sezione calcio della Ginnastica Torino venne fondato nel corso del 1897. Il 1º novembre di quell'anno partecipò ad un quadrangolare al Velodromo Umberto I contro il Torinese e l'Internazionale Torino con ben due squadre, che vennero entrambe eliminate dalle rivali cittadine.

## Divise
La maglia utilizzata per gli incontri di campionato era blu con striscia rossa orizzontale.

## Organigramma societario
Area direttiva
- Presidente: Angelo Mosso[3]

Area tecnica
- Allenatore\capitano prima squadra: Gustavo Falchero
- Allenatore\capitano seconda squadra: Vittorio Baldovino

## Rosa

### Prima squadra
| N. |                   | Ruolo | Calciatore       |
| -- | ----------------- | ----- | ---------------- |
|    | Italia (bandiera) | D     | Giuseppe Arese   |
|    | Italia (bandiera) | A     | Cominetti        |
|    | Italia (bandiera) |       | Cerutti          |
|    | Italia (bandiera) |       | Delleani         |
|    | Italia (bandiera) |       | Gustavo Falchero |
|    | Italia (bandiera) |       | Giacobone        |

| N. |                   | Ruolo | Calciatore |
| -- | ----------------- | ----- | ---------- |
|    | Italia (bandiera) |       | Lupo       |
|    | Italia (bandiera) |       | Merlino    |
|    | Italia (bandiera) |       | Pugliesi   |
|    | Italia (bandiera) |       | Tadini     |
|    | Italia (bandiera) |       | Vallasio   |

### Seconda squadra
| N. |                   | Ruolo | Calciatore         |
| -- | ----------------- | ----- | ------------------ |
|    | Italia (bandiera) | A     | Giovanni Trombetta |
|    | Italia (bandiera) |       | Vittorio Baldovino |
|    | Italia (bandiera) |       | Maurizio Casassa   |
|    | Italia (bandiera) |       | Coniberti          |
|    | Italia (bandiera) |       | Gargano            |
|    | Italia (bandiera) |       | Guido Marietti     |

| N. |                   | Ruolo | Calciatore       |
| -- | ----------------- | ----- | ---------------- |
|    | Italia (bandiera) |       | Giovanni Merlo   |
|    | Italia (bandiera) |       | Cesare Musso     |
|    | Italia (bandiera) |       | Ferdinando Musso |
|    | Italia (bandiera) |       | Noseda           |
|    | Italia (bandiera) |       | Salomone         |
|    | Italia (bandiera) |       | Vernetti         |

## Calciomercato
| Acquisti | Acquisti | Acquisti | Acquisti |
| R.       | Nome     | da       | Modalità |
| -------- | -------- | -------- | -------- |

| Cessioni | Cessioni | Cessioni | Cessioni |
| R.       | Nome     | a        | Modalità |
| -------- | -------- | -------- | -------- |